# III Krajowe Zawody Balonów Wolnych o Puchar im. płk. Aleksandra Wańkowicza
III Krajowe Zawody Balonów Wolnych o Puchar im. płk. Aleksandra Wańkowicza – zawody balonów wplnych zorganizowane 30 września 1928 roku w Warszawie.

## Historia
Organizatorami zawodów był Departament IV Żeglugi Powietrznej w Ministerstwie Spraw Wojskowych oraz LOPP. Zawody odbyły się dość późno, bo 30 września. ale wybór daty był związany z pobytem kadry na ćwiczeniach. W zawodach brali udział wyłącznie wojskowi piloci. Losowano ich spośród zgłoszonych kandydatur. Tylko Stanisław Brenk jako zwycięzca ostatnich zawodów miał zagwarantowany udział.
Start 4 balonów miał miejsce na lotnisku mokotowskim. Miejsce startu zostało otoczone kordonem policji i wojska. Start rozpoczął się o 14.40. Kolejno startowały: Kraków, Warszawa, Lwów i Poznań.
W dniu zawodów był niski pułap chmur, padał przelotny deszcz.

## Poczta balonowa
W 1928 roku LOPP zachęcony powodzeniem poprzedniej edycji ponownie uruchomił podczas zawodów pocztę balonową. Wydrukowano 4700 znaczków (plus 3000 nieząbkowanych) o wartości 1 złoty. Autorem projektu znaczka był Ignacy Makomaski. Balony zabrały 1111 przesyłek.

## Wyniki
Zwycięzcą, zgodnie z regulaminem, zostawała załoga, która przebyła najdłuższą odległość od miejsca startu. Warunkiem było wylądowanie w granicach kraju.
| Zajęte miejsce | Nazwa balonu    | Załoga pilot pomocnik pilota                  | km  | Miejsce lądowania        |
| -------------- | --------------- | --------------------------------------------- | --- | ------------------------ |
| 1.             | Lwów 750 m³     | por. Franciszek Hynek por. Zbigniew Burzyński | 308 | Hołynka pow. Nieśwież    |
| 2.             | Poznań 750 m³   | por. Stanisław Brenk por. Czesław Dratwa      | 250 | Długosielce              |
| 3.             | Kraków 750 m³   | por. Antoni Stencel por. Leon Czerski         | 225 | Gwoźnica (koło Brześcia) |
| 4.             | Warszawa 750 m³ | por. Jerzy Kowalski por. Antoni Janusz        | 200 | Wasilków                 |